# Auguste de Cambis d'Orsan
Pour les articles homonymes, voir Cambis et Orsan.
Auguste Marie Jacques François Luc de Cambis d'Orsan, 1er marquis de Cambis-d'Orsan (Avignon, 11 juillet 1781 - Sauveterre, 13 octobre 1860) est un homme politique et agriculteur français.

## Biographie

### Vie privée
Auguste de Cambis d'Orsan est issu d'une ancienne famille vauclusienne, originaire initialement de Florence, en Italie. Le 18 novembre 1822, il est nommé administrateur de la Fondation Calvet, qui gère notamment le Musée Calvet et le Musée Lapidaire, à Avignon.

### Vie publique
Il doit sa première élection comme député de Vaucluse, en 1830, à la démission de M. de Rochegude. Il sera réélu par deux fois, en 1831 et 1834. 
Il est nommé pair de France le 3 octobre 1837 et soutient le régime avant de rentrer dans la vie privée en 1848.

## Famille
Il épouse, le 16 janvier 1809, Antoinette Pierrette Joséphine de Puy (1793-1833), fille de Guillaume de Puy. Ils ont trois enfants.
- Jacques de Cambis d'Orsan, comte de Cambis-d'Orsan (8 juin 1810 - 24 août 1847), célibataire, sans enfants ;
- Marie Alfred de Cambis d'Orsan, comte de Cambis-d'Orsan (7 juillet 1813 - 4 octobre 1848) épouse Marie Roseline Christophe Nathalie de Féraporte de Garcinières (3 avril 1825 - ?), sans descendance.
- Henriette Joséphine Marie de Cambis (4 novembre 1817 - ?)[4].